# Beibulat Musayev
Beibulat Zainalovich Musáyev –en bielorruso, Бейбулат Зайналович Мусаев– (Majachkalá, 8 de agosto de 1977) es un deportista bielorruso de origen daguestano que compitió en lucha libre. Ganó tres medallas en el Campeonato Europeo de Lucha entre los años 2000 y 2002.

## Palmarés internacional
| Campeonato Europeo | Campeonato Europeo | Campeonato Europeo | Campeonato Europeo |
| Año                | Lugar              | Medalla            | Categoría          |
| ------------------ | ------------------ | ------------------ | ------------------ |
| 2000               | Budapest (Hungría) | Medalla de plata   | 85 kg              |
| 2001               | Budapest (Hungría) | Medalla de bronce  | 85 kg              |
| 2002               | Bakú (Azerbaiyán)  | Medalla de plata   | 84 kg              |